# TEDA (Übersetzungsförderungsprogramm)
Das TEDA-Projekt ist ein staatliches Übersetzungsförderungsprogramm des türkischen Ministeriums für Kultur und Tourismus, ein Förderprogramm für Übersetzungen oder Publikationen der türkischen Literatur. Ziel dieses Projektes ist es, so die deutschsprachige Version der mehrsprachigen TEDA-Webseite, „die türkische Literatur im Ausland bekannt und Werke türkischer Autoren einer interessierten internationalen Leserschaft zugänglich zu machen“. Es werden darüber hinaus auch Werke in anderen Sprachen unterstützt, die sich mit der türkischen Kunst, Kultur und Literatur befassen.
Der volle Name von TEDA lautet “Kültür ve Turizm Bakanlığı Türk Kültür, Sanat ve Edebiyat Eserlerinin Dışa Açılımını Destekleme Projesi”. (etwa: “Projekt des Ministeriums für Kultur und Tourismus zur Förderung der Zugänglichkeit von Werken der türkischen Kultur, Kunst und Literatur”).

## Projekt
Das Projekt besteht seit Februar 2005 und dient der Bekanntmachung der türkischen Literatur und Kultur im Ausland. Beispielsweise wurden einige der Übersetzungen von binooki damit unterstützt.
In Zusammenarbeit mit dem Deutschen Übersetzerfonds und dem TEDA-Projekt werden jährlich stattfindende Übersetzerwerkstätten für verschiedene Sprachenpaare, darunter auch Türkisch-Deutsch, organisiert.
Eine Förderung kann nur von Verlagen im Ausland beantragt werden.
Nach Angaben einer TEDA-Website sind innerhalb von 15 Jahren (2005–2019) insgesamt 2918 Übersetzungen, veröffentlicht von ausländischen Verlagen in 72 verschiedenen Ländern, von TEDA gefördert worden, die meisten davon in Bulgarien (315 Werke), gefolgt von Deutschland (272 Werke), Mazedonien (194 Werke), Albanien (174 Werke), Iran (162 Werke), Aserbaidschan (134 Werke) und Bosnien-Herzegowina (124 Werke). Die Anzahl der Übersetzungen in den anderen Ländern liegen im zwei- und einstelligen Bereich. Auch in den Ländern Österreich und Schweiz erschienen deutschsprachige Übersetzungen.
Die Zahl der veröffentlichte Werke beträgt 2764 (Stand 10. Februar 2022).
In der im Verlag Mavi Ağaç erschienenen Reihe sind unter anderem die folgende Bändchen enthalten: Safahat, Kutadgu Bilig, Seyahatname, Mesnevi, Yunus Emre Divanı, Nutuk, Nasreddin Hoca, Hacivat und Karagöz und Ömer Seyfettin.
Dem literarischen Übersetzer Gerhard Meier (geb. 1957) beispielsweise wurde 2011 für seine herausragenden Literaturübersetzungen (TEDA-Übersetzungen aus dem Türkischen ins Deutsche) der Übersetzerpreis Tarabya verliehen.